# Oporinia nebulata
Oporinia nebulata là một loài bướm đêm trong họ Geometridae.